# Rhônexpress Tango
De Rhônexpress Tango is een tram van het Stadler Rail type Tango met lagevloerdeel voor het regionaal personenvervoer van de Rhônexpress shuttle van het tramnetwerk van Lyon.

## Constructie en techniek
Deze tram heeft aan twee zijdes deuren en is opgebouwd uit een aluminium frame met een frontdeel van GVK. Deze tram is modulair opgebouwd en heeft een lagevloerdeel van 70%. De afwijkende breedte van 2,55 meter zorgt ervoor dat er bredere trams ingezet kunnen worden zonder ingrijpende werkzaamheden, welke wel nodig zouden zijn bij een breedte van 2,65 meter, gebruikelijk bij sneltrams.

## Treindiensten
Deze trams worden door het Rhônexpress consortium ingezet op de shuttletramdienst tussen het Lyonse Station Part-Dieu en het vliegveld Saint-Exupéry.

## Foto's

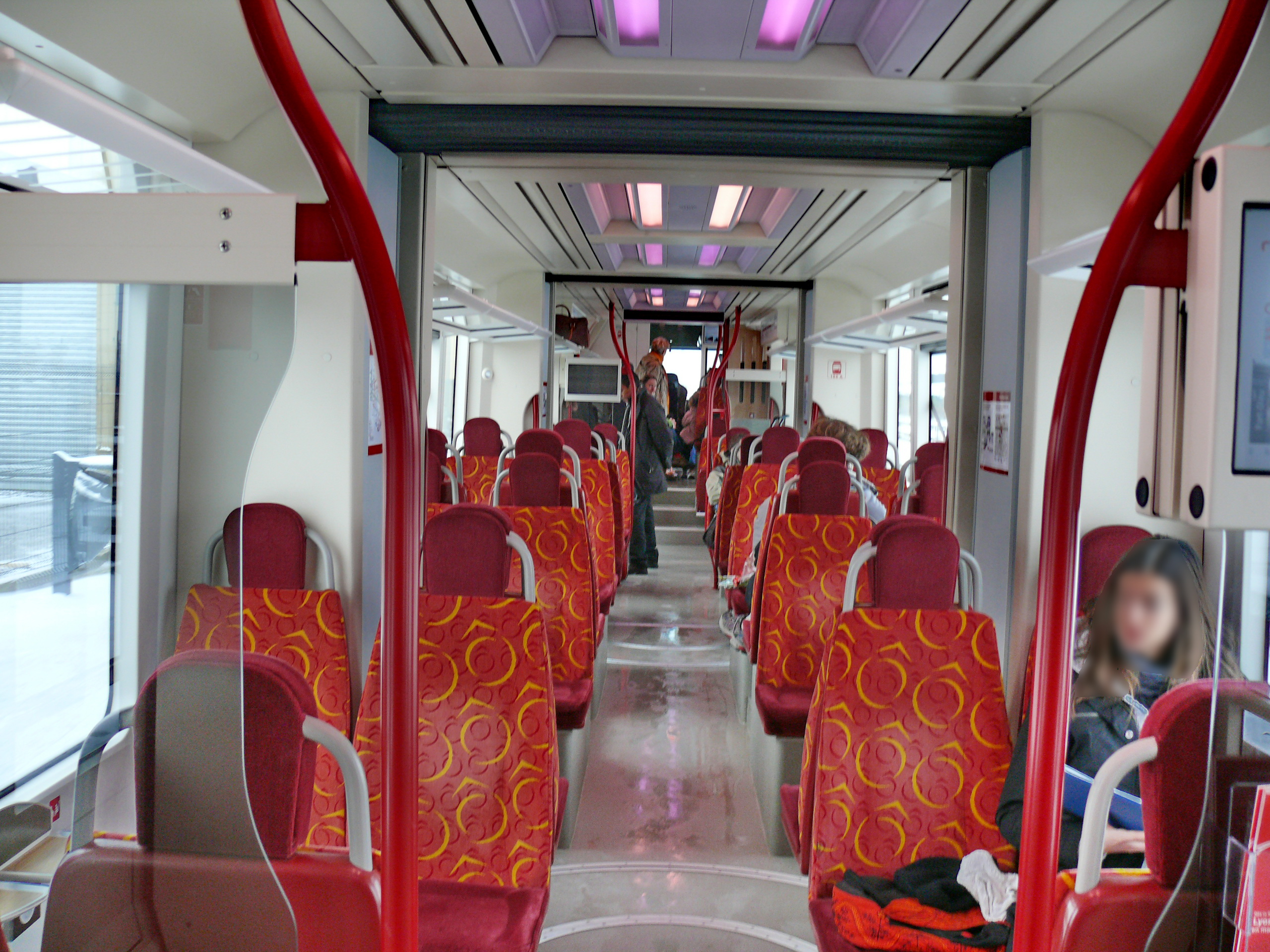
Interieur van een tram
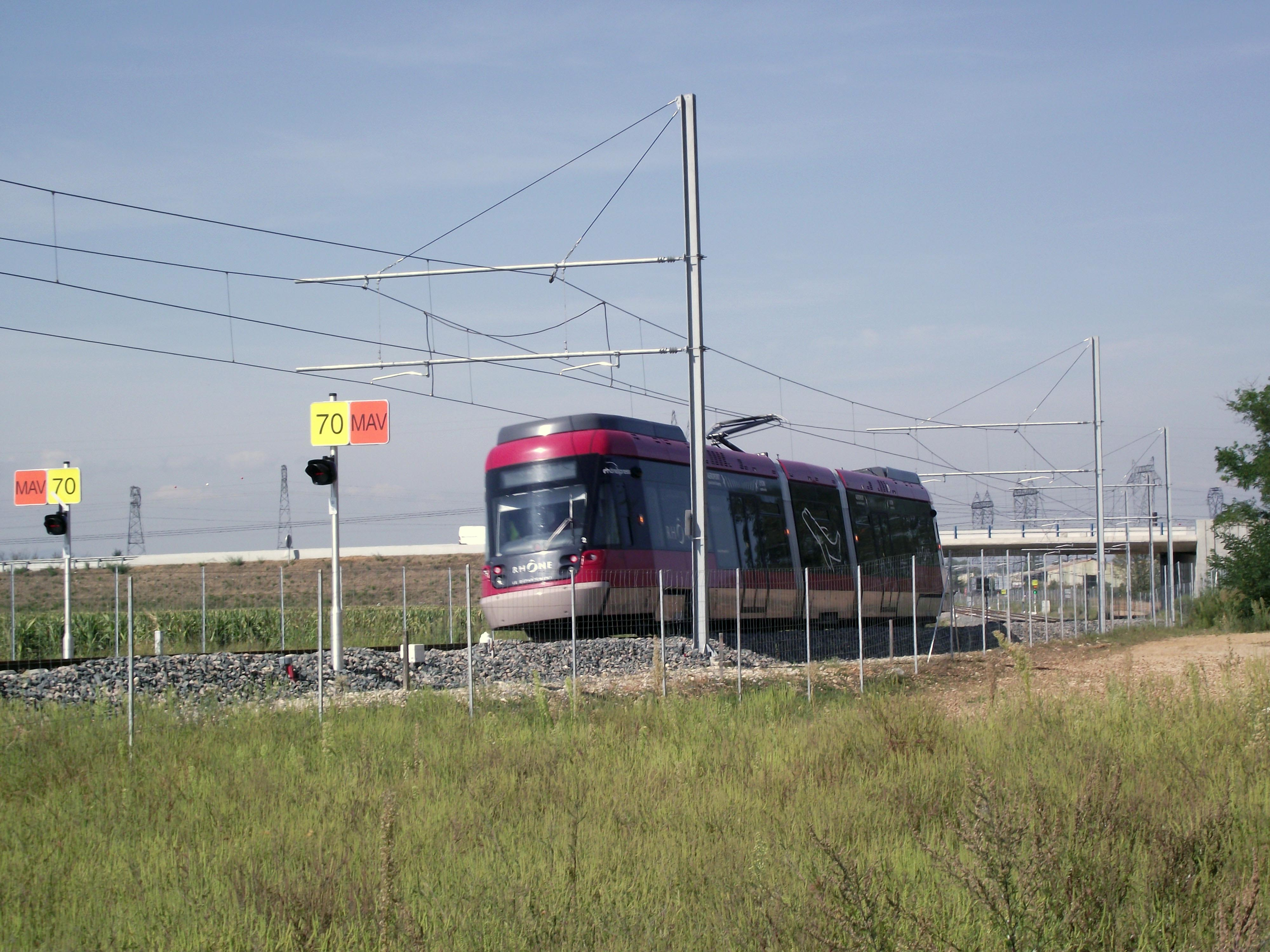
Tram in een 70 km/h-zone
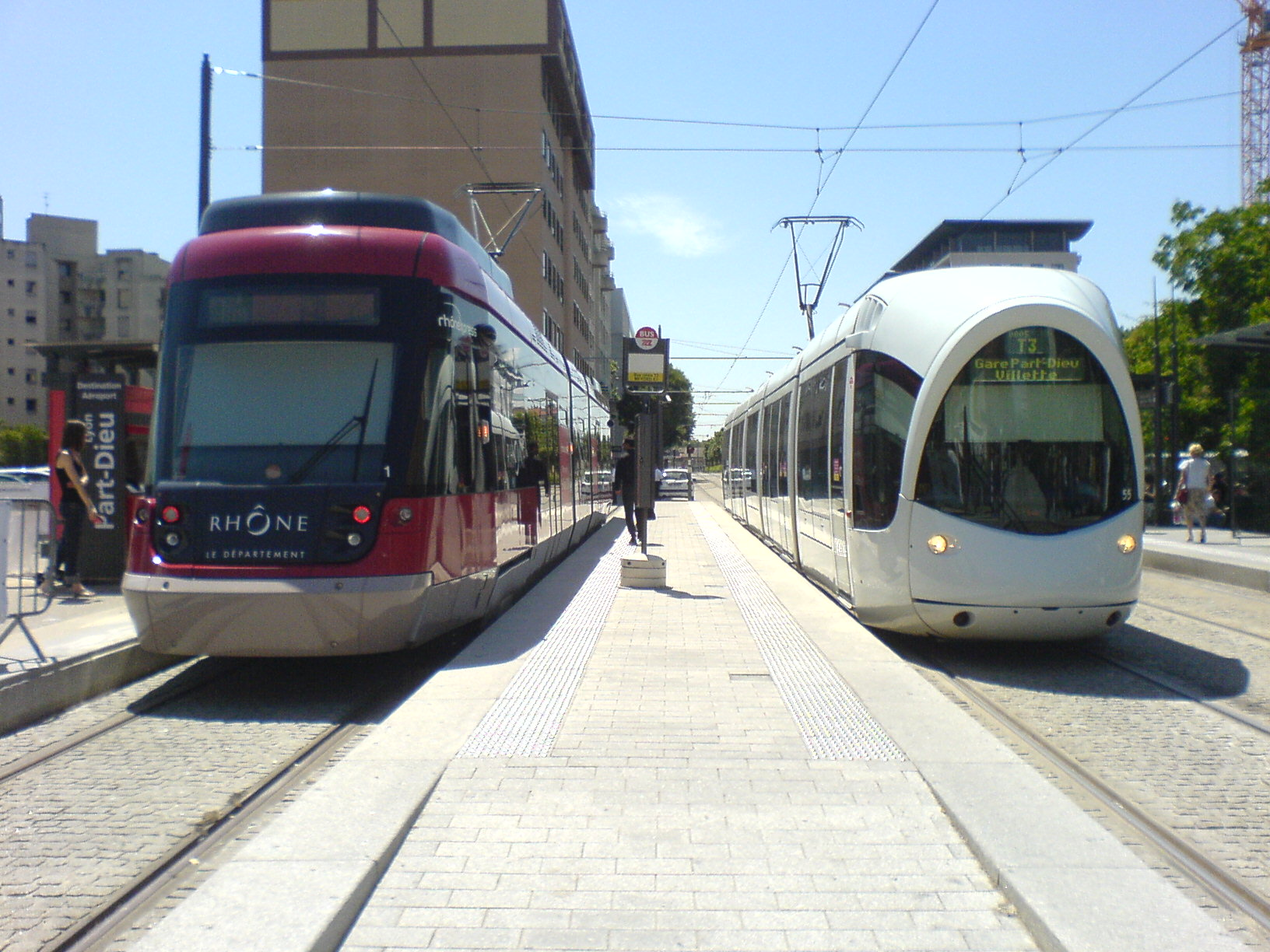
Rhônexpress tram naast een reguliere stadstram